# グレタル・ステインソン
グレタル・ラフン・ステインソン（Grétar Rafn Steinsson 原語の発音；グレタル・ラフン・ステインッソン, 1982年1月9日 - ）はアイスランド・シグルフィヨルズル出身の元同国代表サッカー選手。現役時代のポジションはDF（主に右サイドバック）。

## 経歴

### アイスランドでのキャリア
地元シグルフィヨルズルのKSシグルフィヨルズルでキャリアをスタートさせ、2000年にÍAアクラネースへ移籍し、トップリーグのウルヴァルステイルトで初プレーを果たした。同年にアイスランド・カップ優勝へ導いた。翌年、アイスランド代表でA代表デビューをし右SBでプレーした。以降スタメンに名を連ねている。その後数年間に渡りクラブでディフェンスラインのキープレイヤーとなり、2003年に再びカップ優勝をした。
2004年にスイスリーグのBSCヤングボーイズへ移籍。2シーズン過ごし、21試合3得点を記録した。

### AZ
2005年夏の移籍市場で、リヴァプールFCへ移籍したヤン・クロムカンプの後釜を必死になって探していたルイ・ファン・ハール監督率いるAZアルクマールとサインした。移籍金100万ユーロだった。UEFAカップ予選1回戦1st Legクリリヤ・ソヴェトフ・サマーラ戦で移籍後初出場をするも3-5で敗戦。2nd Legでもプレーしチームは3-1で勝利。アウェーゴールによりグループステージへ進出した。3日後の2005年9月18日、4-2と勝利したアヤックス戦で途中出場でリーグデビューをした。10月23日のヴィレムII戦で初ゴールを挙げ5-1で勝利した（今シーズンはアウェーで再びヴィレムII相手にゴールを決めた）。その後、フィテッセとRKCヴァールヴァイク相手にゴールを決め、移籍初年度で20試合に出場し4ゴールを記録した。
次のシーズンは、当初ケウ・ヤリエンスが右SBでプレーしていたが、ヤリエンスがCBへ移ったことにより、以降右SBのスタメンに定着しキープレイヤーとなった。2006年10月14日のスパルタ・ロッテルダム戦で今シーズン初、そしてシーズン唯一となったゴールを決め2-0で勝利した。2006年11月29日のグループリーグ第3節FCスロヴァン・リベレツ戦でGL初ゴールを決め2-2で引き分けると、ベスト16のニューカッスル・ユナイテッドFC戦で2-4と敗戦したが、ステインソンは再びUEFAカップでゴールを決めた。負けたにもかかわらず、2nd Legでチームは2得点を入れたためアウェーゴールによりベスト8へ進出した。KNVBカップ決勝のアヤックス戦でステインソンはスタメンとして出場し120分間プレーした。試合は1-1の引き分けのためPK戦に突入。ステインソンは3番手のキッカーとして成功したが、ライアン・ドンクが両チーム唯一の失敗をしてしまい、そして、エドガー・ダーヴィッツが最後のPKを決め、AZは惜しくもタイトルを逃した。全大会でステインソンはキープレイヤーだったが、UEFAカップ準々決勝ではヴェルダー・ブレーメン相手に破れ、リーグ戦は3位でフィニッシュとタイトル獲得はならなかった。
移籍の噂が飛び交ったが、ステインソンはチームを去るまで右SBのレギュラーとしてプレーし続けた。2007年8月31日に3-0と勝利したSBVエクセルシオール戦で今シーズン初ゴールを決めた。11月31日のNECナイメヘンでは、ヤリエンスとアリにダブルアシストし、4-0の勝利に貢献した。UEFAカップのGL最終戦のエヴァートンFC戦では、グラツィアーノ・ペッレのゴールをお膳立てをするプレーを見せたが、2-3で敗北した。12月30日のヘラクレス・アルメロ戦で、この試合唯一となるゴールを決め1-0の勝利に貢献した。

#### 移籍の憶測
2007年7月2日、AZアルクマールはミドルズブラFCから移籍金350万ユーロの入札を受け入れたと発表。ガレス・サウスゲート監督がスチュアート・パーナビーの理想的な代役と見てのものだった。一旦は入札が受け入れられたが、AZ側は足りないと主張しミドルズブラに400万ユーロを要求した。これにより、ミドルズブラはチャールトン・アスレティックFCの右SBルーク・ヤングの方へ関心を向け、AZとの交渉を終了させた。AZは、ステインソンと4年+1年で新たに契約を結びたいと考えていた。11月になると、ステインソンはAZと2012年までの契約を結んだが、まだプレミアリーグでプレーすることに興味を持っていた。

### ボルトン
11月に、AZと新たに契約を延長したにもかかわらず、2008年1月16日に移籍金350万ユーロでボルトン・ワンダラーズFCとクラブ間で合意し、ステインソン本人もサインした。
2008年1月19日のニューカッスル・ユナイテッドFC戦で移籍後デビュー。ボルトンでのシーズン後半では、3月29日の2-3で敗戦したアーセナルFC戦でステインソンはマシュー・テイラーのゴールをお膳立てすると、トッテナム・ホットスパーFC戦でステリオス・ギアンナコプーロスのゴールを再びお膳立てし1-1の引き分けに持ち込み降格を避けるために奮闘した。ガリー・メグソン監督と共にミドルズブラFCに勝利すると、トッテナム・ホットスパーFCに引き分け、サンダーランドAFCに勝利した。最終節では、この試合で勝てばリーグ優勝の可能性があるチェルシーFC相手に1-1と引き分けた。以来、ステインソンは右SBのポジションでレギュラーに定着した。
翌シーズン2008年8月16日の開幕戦ストーク・シティFC相手に、移籍後初ゴールを決め3-1で勝利した。11月22日のミドルズブラ戦で2ゴール目を決めると、テイラーのゴールをお膳立てをし3-1で勝利した。シーズン最終節の1つ前の試合では、ハル・シティAFCでゴールを決め1-1と引き分けた。次のシーズンは、FAカップ4回戦シェフィールド・ユナイテッドFC戦で、シーズン初にして唯一となるゴールを決め2-0で勝利した。2010年3月20日に0-2と敗北したエヴァートンFC戦では1発レッドを貰い退場。
2010-11シーズン開始時に背番号を15から2に変更、2010年11月6日のトッテナム戦でシーズン初ゴールを決め4-2で勝利した。
2011-12シーズンは、2012年1月21日のリヴァプールFC戦でゴールを決めホームで3-1と勝利した。2012年3月3日のマンチェスター・シティFC戦では、オウンゴールをしてしまい、0-2で敗北した。チームの降格が決定すると、クラブはステインソンと契約を結ばないことを決定した。

### カイセリスポル
ステインソンは、2012年8月22日にスュペル・リグのカイセリスポルと2年契約を結び、背番号は2に決定した。2013年9月27日、現役から引退することを発表した。

## 代表
アイスランド代表のレギュラーであった。2002年3月のブラジル代表との親善試合で、途中出場しし17分プレーした。アイスランド代表の全ユースカテゴリーでプレーした。

## プライベート
2007年にマヌエラ・オスク・ハルダルドッティルと結婚し、2011年に離婚した。マヌエラは前夫との間に息子が1人いる。グレタルは、マヌエラが再び結婚し、仕事を開始するまで給料の50%を渡さなければいけない。
マヌエラは、2002年にミス・レイギャヴィークとミス・アイスランドに選ばれた。アイスランドを代表し出場したミス・スカンジナビアでは準優勝だった。2003年に国を代表して、ミス・ユニバースに出場するはずだったが、脱水症状で入院したため出場出来なかった。
グレタルとマヌエラとの間には、2010年4月に生まれたヨハンと名の息子とエルマ・ロスと名の娘がいる。

## 所属クラブ
- KSシグルフィヨルズル 1997-1998
- ÍAアクラネース 2000-2004
- BSCヤングボーイズ 2004-2006
- AZアルクマール 2006-2008
- ボルトン・ワンダラーズFC 2008-2012
- カイセリスポル 2012-2013